# Isaurus maculatus
Isaurus maculatus is een Zoanthideasoort uit de familie van de Zoanthidae. De wetenschappelijke naam van de soort is voor het eerst geldig gepubliceerd in 1985 door Muirhead & Ryland.